# Silence... mon amour
Silence... mon amour (Voices) est un film américain réalisé par Robert Markowitz, sorti en 1979.

## Fiche technique
- Titre original : Voices
- Réalisation : Robert Markowitz
- Scénario : John Herzfeld
- Photographie : Alan Metzger
- Musique : Jimmy Webb
- Chorégraphie : Stuart Hodes
- Montage : Danford B. Greene
- Décors : Richard Bianchi  et Frederic C. Weiler
- Costumes : John Boxer
- Cascades : Konrad Sheehan
- Pays de production :  États-Unis
- Format :
- Genre : Film dramatique
- Durée : 106 minutes
- Date de sortie :
  - États-Unis : 14 mars 1979

## Distribution
- Michael Ontkean : Drew Rothman
- Amy Irving : Rosemarie Lemon
- Alex Rocco : Frank Rothman
- Barry Miller : Raymond Rothman
- Allan Rich : Montrose Meier
- Viveca Lindfors : Mrs. Lemon
- Herbert Berghof : Nathan Rothman
- Allan Rich : Montrose Meier
- Joseph Cali : Pinky
- Rik Colitti : String
- Jean Ehrlich : Snowflake